# Pull&Bear

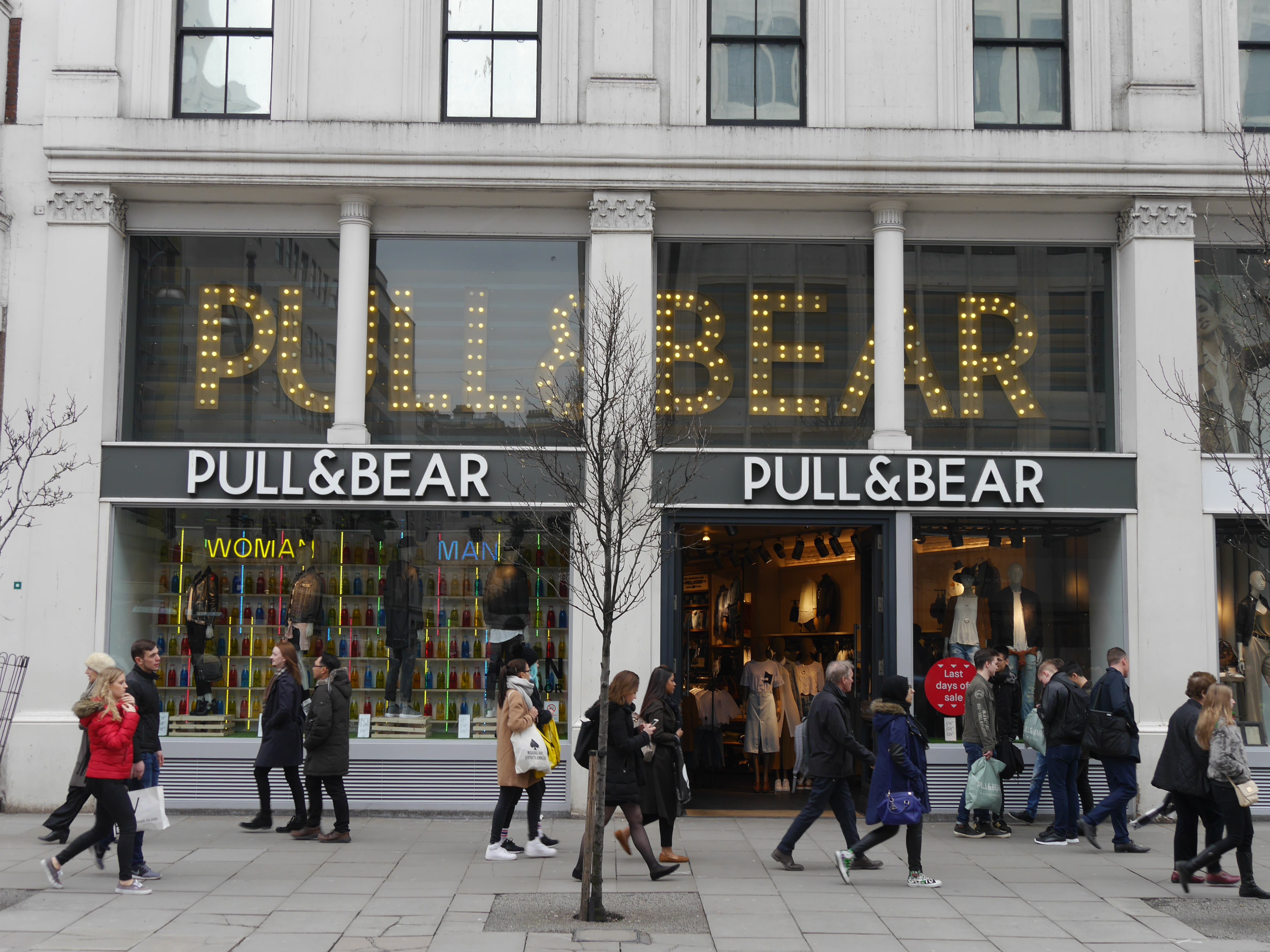
Sklep Pull&Bear, Oxford Street, Londyn

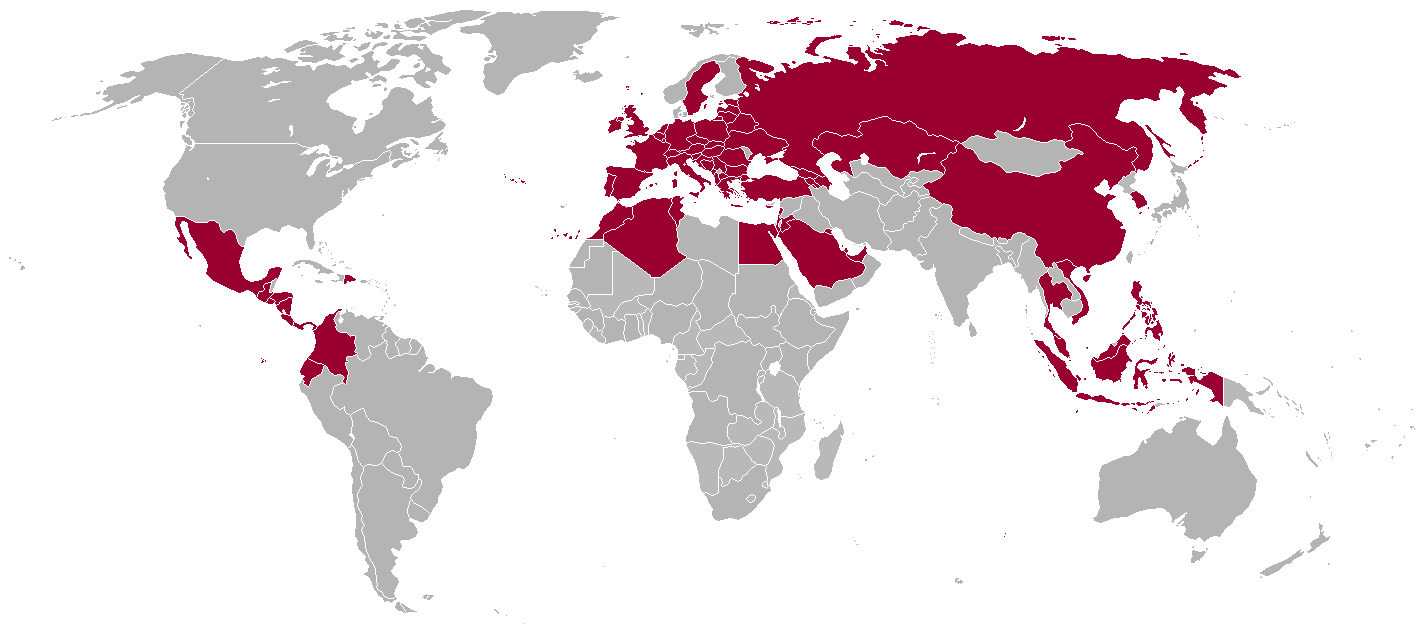
Dostępność sieci Pull&Bear w poszczególnych krajach

Pull&Bear (Pull and Bear) – marka odzieżowa powstała w 1991 roku, należąca do hiszpańskiego przedsiębiorstwa Inditex Group. Od września 2011 roku marka sprzedaje za pośrednictwem sklepu internetowego, dostępnego również od 28 października 2011 roku dla klientów z Polski. Wraz z kolekcją jesień/zima 2010 sklepy Pull&Bear w Europie zyskały nowe logo oraz nowy styl prezentacji asortymentu.
W Polsce do sieci Pull&Bear od 2006 roku należą  34 sklepy.